# Itinerarium Burdigalense
El Itinerario Burdigalense ("Itinerario de Burdeos"), también conocido como Itinerarium Hierosolymitanum ("Itinerario de Jerusalén"), es el itinerario cristiano más antiguo conocido. Fue escrito por el "Peregrino de Burdeos", un peregrino anónimo de Burdigala (ahora Burdeos, Francia).
Relata el viaje del escritor a Tierra Santa en 333 y 334 mientras viajaba por tierra a través del norte de Italia y el valle del Danubio hasta Constantinopla ; luego a través de Asia Menor y Siria hasta Jerusalén ; y luego de regreso por Macedonia, Otranto, Roma y Milán .

## Interpretación y análisis
Según la  Enciclopedia Católica: 

El informe de su viaje fuera de Palestina es poco más que una árida enumeración de las ciudades por las que pasó y de los lugares donde se detuvo o cambió de caballo, con sus respectivas distancias. En el caso de Tierra Santa, también anota brevemente los acontecimientos importantes que, según él, están relacionados con los distintos lugares. En este sentido, comete algunos errores extraños, como cuando, por ejemplo, sitúa la Transfiguración en el Monte del Olivar. Estos errores, sin embargo, se encuentran también en escritores posteriores. Su descripción de Jerusalén, aunque breve, contiene información de gran valor para la topografía de la ciudad.[cita requerida]

Otro lector, Jaś Elsner, señala que, veintiún años después de que Constantino legalizara el cristianismo, "la Tierra Santa a la que iba el peregrino tuvo que reinventarse por completo en esos años, ya que su lugar principal -la antigua Jerusalén- había sido saqueada bajo el emperador Adriano y refundada como Aelia Capitolina". Elsner descubrió con sorpresa "la rapidez con la que un autor cristiano estaba dispuesto a reorganizar y redefinir implícitamente normas institucionales profundamente arraigadas, al tiempo que escribía sobre un modelo totalmente tradicional [es decir, el género grecorromano establecido de la escritura de viajes]".
El compilador del itinerario era consciente en cada frontera de cruzar de una provincia romana a la siguiente, y distinguía cuidadosamente entre cada cambio de caballo (mutatio) y un lugar de parada (mansio), y las diferencias entre el más simple grupo de viviendas (vicus) y la fortaleza (castellum) o ciudad (civitas). Los segmentos del viaje están resumidos; se delinean por ciudades principales, con resúmenes importantes en Roma y Milán, centros de cultura y administración establecidos desde hacía tiempo, y Constantinopla, refundada por Constantino sólo tres años antes, y la "no ciudad" Jerusalén.
Glenn Bowman realizó un minucioso análisis textual del Itinerarium; sostiene que, de hecho, se trata de una obra cuidadosamente estructurada que se relaciona profundamente con las dispensaciones bíblicas antiguas y nuevas a través de la imaginería del agua y el bautismo.

## Manuscritos
El Itinerarium se conserva en tres manuscritos, todos ellos escritos entre los siglos VIII y X. Dos de ellos sólo recogen la parte del viaje correspondiente a Judea, que es la más completa en cuanto a glosas topográficas sobre los lugares, en una serie de detalles paisajísticos que faltan en las otras secciones, y en la leyenda cristiana
Hasta la fecha, sólo se conocen tres manuscritos  del ‘Itinerario Burdigalense’. Un primer manuscrito se encuentra en la Biblioteca de la Catedral de Verona, el segundo manuscrito se ubica en la Biblioteca de la Abadía de San Galo  y el tercer manuscrito reposa en la Biblioteca Nacional de Francia.

## Itinerarios similares
Un conocido itinerario de peregrinos del siglo VI, escrito por alguien de Placentia / Piacenza, se atribuye incorrectamente a " Antonino de Piacenza ".